# Фрайланд-лига
Фрайланд-лига («Лига свободной земли», англ. Freeland League for Jewish Territorial Colonization) — еврейская общественная организация, стоявшая на позициях территориализма.
Основана в Лондоне доктором Ицхоком-Нахманом Штейнбергом (бывшим наркомом юстиции РСФСР) и писателем Бен Адиром. В основе деятельности Фрайланд-лиги была идея создания еврейского государства на Австралийском континенте. Доктор Штейнберг считал, что европейские евреи не могут ждать, пока британская власть изменит свою политику по отношению к еврейским эмигрантам. С созданием в 1948 году Государства в Израиль идея поселения евреев в Австралии утратила актуальность.

## См.также
- Евреи в Австралии